# Relazioni bilaterali tra Italia e Corea del Sud
Le relazioni bilaterali tra Italia e Corea del Sud fanno riferimento ai rapporti diplomatici fra la Repubblica Italiana e la Repubblica di Corea, stabiliti per la prima volta il 26 giugno 1884.
L'Italia ha un'ambasciata a Seul, la Corea del Sud ha un'ambasciata a Roma.

## Commercio
Nel 2006 gli scambi commerciali tra i due paesi ammontavano:
- Dalla Corea del Sud all'Italia: 3.8 miliardi di euro (apparecchi wireless per le comunicazioni, automobili e imbarcazioni)
- Dall'Italia alla Corea del Sud: 2.5 miliardi di euro (capi d'abbigliamento, componenti di automobili e prodotti chimici)